# Паразит (фильм, 1982)
«Паразит» (англ. Parasite) — фантастический фильм ужасов 1982 года режиссёра Чарльза Бэнда. Он был снят для демонстрации как стереофильм и позиционировался как первый футуристический фильм о монстрах в 3D. Дебют Деми Мур.

## Сюжет
В маленьком городке недалёкого постапокалиптического будущего появляется доктор Пол Дин, заражённый собственным созданием — смертельным слизняком-паразитом. За ним охотится Вольф, представитель властей, для которых был создан паразит, и от которых сбежал Пол. После нападения на доктора местной банды, на свободу вырвался ещё один паразит. Помочь доктору Дину вызывается симпатичная девушка Патриция Уэллс.

## В ролях
- Роберт Глаудини — доктор Пол Дин
- Деми Мур — Патриция Уэллс
- Лука Берковичи — Рикус
- Джеймс Дэвидсон — Вольф
- Эл Фэнн — Коллинз
- Том Виллард — Зик
- Скотт Томсон — Крис
- Чери Карри — Дана
- Вивьен Блэйн — мисс Дейли
- Джеймс Каван — Бадди

## Кассовые сборы
- 7 млн долларов

## Критика
По мнению Мейнхольфа Цурхорста, Деми Мур продемонстрировала в этом фильме «подсознательное эротическое присутствие», но «едва ли актёрские способности»:S. 164/166.
Немецкий журнал Film-dienst назвал сюжет «несвежим», а 3D-планы «отвратительными»:S. 236. Журнал La Revue du Cinéma — La Saison Cinématographique в 1983 году назвал сценарий фильма «несбалансированным», а актёрскую игру — «посредственной»:S. 236.